# Station Letnica
Station  is een spoorwegstation in de Poolse plaats Letnica.